# Jazz Ambassadors

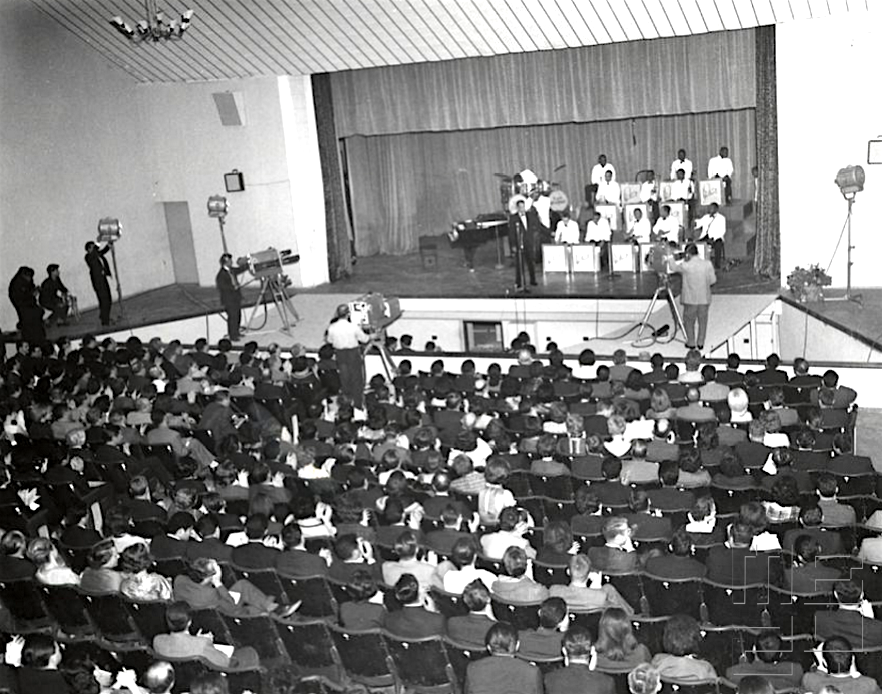
Duke Ellington mit Band in Baghdad im Irak, 1963

Jazz Ambassadors ist eine spätere Bezeichnung für US-amerikanische Jazzmusiker,   die zwischen 1956 und 1978 auf Tourneen im nichtwestlichen Ausland  vom Außenministerium unterstützt wurden. Diese wurden als Kulturbotschafter  in der Zeit des Kalten Krieges eingesetzt. Zu ihnen gehörten Dizzy Gillespie,   Louis Armstrong, Benny Goodman und Duke Ellington.

## Geschichte
Um 1955 hatte der afroamerikanische Kongressabgeordnete Adam Clayton Powell Jr. die Idee, das angeschlagene Image der Vereinigten Staaten in vielen Ländern  mit einem Programm bekannter Jazzmusiker und Bands statt wie bisher nur mit Ballett und klassischer Musik aufzupolieren. Dies sollte den Jazz auch als künstlerischen Gegensatz zu den sozialistischen Ländern im Kalten Krieg darstellen. Der bekannte Jazz-Moderator Willis Conover von Voice of America  meinte dazu, „die Leute liebten den Jazz, weil sie die Freiheit lieben“.
Adam Clayton Powell ließ seinen Freund, den Trompeter Dizzy Gillespie die erste „Good Will“-Tour durchführen; er  startete im März 1956 mit seiner 18-köpfigen Dizzy Gillespie Big Band durch einige asiatische Länder, sowie Jugoslawien und Griechenland. Ihren vorletzten Auftritt hatte die Band in Athen, wo Demonstranten kurz zuvor das Botschaftsgebäude der USA mit Steinen beworfen hatten, als Protest gegen deren Unterstützung der griechischen Militärdiktatur. Das Konzert war dennoch erfolgreich. 
Durch die Tourneen entstanden für die beteiligten Musiker vielfältige internationale Kontakte, die auch Einfluss auf die Entwicklung des US-amerikanischen Jazz hatten. So komponierte Dave Brubeck für seine Tournee durch Polen 1958 einen Song für die dortige  Bevölkerung und spielte ihn bei einem Konzert in Posen. Bei einem Türkeibesuch schrieb er „The Golden Horn“ , basierend auf den türkischen Worten für „vielen Dank“ (enthalten auf Jazz Impressions of Eurasia). Später mündeten seine  Eindrücke in die Komposition „Blue Rondo à la Turk“ auf dem Album Time Out, die auf dem türkischen Zeybek-Tanz basierte, den er auf seiner Reise beobachtet hatte. Er  spielte auch mit indischen Musikern bei dieser Tournee. 
Der Jazzpianist Randy Weston lernte bei seiner Tournee durch Afrika bei  einem Besuch in Gabun einheimische Musikinstrumente kennen und hörte afrikanische Musiker. Duke Ellington schrieb nach seiner Tournee 1963 die Far East Suite.
Louis Armstrong sagte 1957 eine vorgesehene Reise in die Sowjetunion ab, nachdem sich US-Präsident Dwight D. Eisenhower  geweigert hatte, Bundestruppen nach Little Rock (Arkansas) zu schicken, um die Rechte der afroamerikanischen Bevölkerung durchzusetzen.  Er beteiligte sich an dem Programm  erst 1961 bei seinen Reisen nach Afrika. 
Eine Foto-Ausstellung Jam Session - The Jazz Ambassadors Embrace the World fand 2008 im Meridian International Center in Washington, D.C. statt.

## Einzelne Tourneen (Auswahl)
Diese Tourneen wurden vom US State Department offiziell gefördert  Die Liste ist für die angegebenen Jahre vollständig, (weitere Tourneen von US-Musikern in diese Länder gehörten nicht zu diesem Programm!).
- 1956 Dizzy Gillespie, Iran, Pakistan, Türkei, Griechenland, Jugoslawien, Ägypten (VAR)
- 1956 Dizzy Gillespie Mittel- und Südamerika
- 1956 Benny Goodman, Asien
- 1957 Wilbur De Paris, Afrika
- 1958 Dave Brubeck, Polen, Asien
- 1958 Woody Herman, Mittel- und Südamerika
- 1958 Jack Teagarden, Asien
- 1959 Herbie Mann, Afrika
- 1960 Ted Nichols, Mittelmeerländer, Asien
- 1960 Louis Armstrong, Afrika
- 1961 Louis Armstrong, Afrika
- 1961  Charlie Byrd, Mittel- und Südamerika
- 1961 Paul Winter, Mittel- und Südamerika
- 1962 Benny Goodman, UdSSR
- 1962 Louis Armstrong, Chile
- 1962 Cozy Cole, Afrika
- 1963 Duke Ellington, Asien
- 1965 Paul Winter Sextett, Brasilien
- 1966 Duke Ellington, Senegal
- 1966 Woody Herman, Afrika
- 1966 Earl Hines, UdSSR
- 1967 Randy Weston, Afrika
- 1967 Charles Lloyd Polen, Tschechoslowakei, Rumänien
- 1967 Junior Wells, Afrika
- 1968–1978 Clark Terry und weitere Musiker

## Rhythm Road (seit 2005)
Seit 2005 führt das Lincoln Center im Auftrag des State Departments ein ähnliches Programm unter dem Titel Rhythm Road durch, das jeweils zehn Bands (meist Jazzmusiker, aber auch Hip-Hop-Musiker) in 56 Länder schickt. Dieses wird mit jährlich etwa 5 Millionen US-Dollar unterstützt.
Viele Musiker setzen sich dabei auch mit der Kultur der besuchten Länder auseinander; der Bassist Ari Roland studierte vor seiner Tournee nach Turkmenistan einige Folksongs ein und spielte sie mit einheimischen Musikern. Er kommentierte seinen Ansatz so: „Die Leute sehen, dass Amerikaner der hiesigen Kultur Tribut zollen; viele kamen nach dem Konzert und sagten, sie seien nicht wie alle Imperialisten, die die Welt nach ihrem Bild verändern wollten.“ 
Im Jahr 2008 spielte der Saxophonist Chris Byars in Saudi-Arabien die Musik von Gigi Gryce (Basheer Qusim). Er meinte: „Wenn die Leute hören, dass ich Kompositionen des US-amerikanischen Jazzmusikers Basheer Qusim spielen werde, bekomme ich deren Aufmerksamkeit“. 
Nach Ansicht des Journalisten Fred Kaplan ist das Ziel des gegenwärtigen Programms, „die einzigartige und überragende Vitalität der Vereinigten Staaten zu demonstrieren und dass die USA harmonisch mit dem Rest der Welt auskommen will“.